# Cor Lambregts
Cornelis Johannes Maria (Cor) Lambregts (Roermond, 22 april 1958) is een voormalige Nederlandse langeafstandsloper. Hij is drievoudig Nederlands kampioen en nam eenmaal deel aan de Olympische Spelen, waar hij aantrad voor de marathon. Die wedstrijd moest hij echter voortijdig staken. 

## Loopbaan
In 1978 startte Lambregts met hardlopen. Daarvóór was hij actief geweest in de wielersport, waarin hij zich had ontwikkeld tot een regionaal bekend wielrenner. De wielertraining vergde echter erg veel trainingstijd, vandaar dat de Roermondenaar besloot om te kiezen voor een minder tijdrovende tak van sport. "Lopen slokt minder trainingstijd op. Per dag train ik nu zo'n 1,5 uur, terwijl het wielrennen 3 à 4 uur kostte en met mijn studie kon ik dat niet meer combineren", aldus de toenmalige hts-student in 1980.
In 1981 won Cor Lambregts verrassend de internationale Rude Pravo loop in Praag. Twee jaar later liep hij tijdens de CPC loop in Den Haag, een halve marathon, een tijd van 1:00.40. Deze tijd was bijna een minuut sneller dan het geldende wereldrecord van 1:01.36 van de Keniaan Mike Musyoki uit 1982. Bij nameting van het parcours bleek later echter, dat het zo'n 600 meter te kort was geweest door een verkeerd geplaatst keerpunt. Datzelfde jaar debuteerde hij in de marathon van Rotterdam met een tijd van 2:12.40.
In 1984 vertegenwoordigde Lambregts, samen met Gerard Nijboer en Cor Vriend, Nederland op de Olympische Spelen van Los Angeles op de marathon. Nijboer en hij moesten echter voor de finish uitstappen. Cor Vriend werd 39e in 2:21.08. In datzelfde jaar liep hij 2:14.46 op de Chicago Marathon. Ook deed hij in 1986 mee aan de Europese kampioenschappen in Stuttgart op de 10.000 m.
In 1985 werd Lambregts derde op de marathon van Rotterdam in een persoonlijk record van 2:11.02 achter de Portugees Carlos Lopes, die met zijn tijd van 2:07.12 het wereldrecord met bijna een minuut scherper stelde, en de Brit John Graham (2:09.58). Met deze tijd is Cor Lambregts de elfde snelste Nederlander aller tijden op de marathon (peildatum oktober 2015).
In zijn nadagen kwam hij uit in de duathlonsport, waar hij in 1993 nog zesde werd op het EK Koningslutter (D) en zevende op het WK in Dallas (USA).
Tegenwoordig beoefent Cor Lambregts hardlopen recreatief. Met zijn eigen onderneming Cum Laude Projects is hij werkzaam als onafhankelijk projectontwikkelaar en vastgoedadviseur. Daarnaast is hij als adviseur betrokken bij de Roermond City Run.

## Nederlandse kampioenschappen
| Onderdeel | Jaar |
| --------- | ---- |
| 10.000 m  | 1981 |
| 25 km     | 1987 |
| veldlopen | 1983 |

## Persoonlijke records
Baan
| Onderdeel | Prestatie | Datum            | Plaats     |
| --------- | --------- | ---------------- | ---------- |
| 1000 m    | 2.28,0    | 1980             | Hechtel    |
| 1500 m    | 3.42,49   | 31 mei 1982      | Rehlingen  |
| 3000 m    | 7.51,79   | 6 juni 1981      | Hengelo    |
| 5000 m    | 13.32,94  | 25 augustus 1982 | Koblenz    |
| 10.000 m  | 27.57,53  | 30 mei 1986      | Aken       |
| 1 uur     | 19.803 m  | 1980             | Roosendaal |

Weg
| Onderdeel      | Prestatie | Datum            | Plaats              |
| -------------- | --------- | ---------------- | ------------------- |
| 10 km          | 28.33     | 5 juni 1988      | Den Haag            |
| 15 km          | 44.32     | 18 november 1990 | Parijs              |
| 10 Eng. mijl   | 46.29     | 10 oktober 1987  | Amsterdam           |
| 20 km          | 57.40     | 12 maart 1983    | Alphen aan den Rijn |
| halve marathon | 1:00.40   | 19 maart 1983    | Den Haag            |
| 25 km          | 1:15.01   | 25 juli 1987     | Winschoten          |
| marathon       | 2:11.02   | 20 april 1985    | Rotterdam           |

## Palmares

### 1500 m
- 1982:  NK - 3.45,27

### 3000 m
- 1981:  FBK Games - 7.51,79
- 1982:  Nacht van de Atletiek - onbekende tijd
- 1982: 12e Memorial Van Damme - 7.53,50

### 5000 m
- 1981:  NK - 14.10,91
- 1981:  West Athletic te Dublin - 13.40,97
- 1981: 9e Bislett Games - 13.35,45
- 1981: 5e Louvain - 13.33,8
- 1983: 5e Louvain - 13.38,17
- 1986:  Mini-Internationales in Koblenz - 13.38,04
- 1987:  Nacht van de Atletiek - 13.41,61

### 10.000 m
- 1981:  NK in Utrecht - 28.47,5
- 1982:  NK in Nijmegen - 28.52,6
- 1985:  Aachen Meeting - 28.03,19
- 1985: 10e Memorial Van Damme - 28.49,05
- 1986:  Aachen Meeting - 27.57,53
- 1986: DNF EK

### 10 km
- 1984:  Sentrumslopet in Oslo - 28.51
- 1985:  Paderborner Osterlauf - 29.12
- 1987:  Trofeo Akiles in Madrid - 28.27
- 1987: 4e San Silvestro Boclassic in Bolzano - 28.53
- 1990:  Wolfskamerloop in Huizen - 29.37
- 1990:  Parelloop - 31.08
- 1991: 8e Parelloop - 29.57
- 1991: 4e Coenecooploop in Waddinxveen - 29.40
- 1993: 6e Parelloop - 29.55

### 15 km
- 1983:  Plassenloop - 47.07
- 1991:  Zevenheuvelenloop - 44.34

### 10 Eng. mijl
- 1987:  Dam tot Damloop - 46.29
- 1990:  Den Haag - 47.30

### 20 km
- 1982:  Zilveren Molenloop - 1:00.08
- 1983:  20 van Alphen - 57.40
- 1986:  20 van Alphen - 58.23
- 1987:  20 km van Parijs - 59.31

### halve marathon
- 1982:  City-Pier-City Loop - 1:02.06 (ca. 500 m te kort parcours[2])
- 1983: 5e halve marathon van Egmond - 1:08.06
- 1983:  City-Pier-City Loop - 1:00.40 (ca. 600 m te kort parcours[2])
- 1984:  halve marathon van Egmond - 1:07.49
- 1985:  City-Pier-City Loop - 1:02.21
- 1987:  halve marathon van Rotterdam - 1:01.36
- 1988:  halve marathon van Margraten - 1:05.06
- 1989: 5e Route du Vin - 1:03.09
- 1990: 7e halve marathon van Egmond - 1:05.03
- 1991: 12e halve marathon van Egmond - 1:07.38
- 1991: 21e City-Pier-City Loop - 1:04.40
- 1992: 11e halve marathon van Egmond - 1:05.51

### 25 km
- 1984:  Paderborner Osterlauf - 1:16.51
- 1984:  Internat. meerlandenwedstrijd te Obergerlafingen - 1:16.12,76
- 1987:  NK - 1:15.01

### marathon
- 1983: 7e marathon van Rotterdam - 2:12.40
- 1984: DNF OS
- 1984: 13e marathon van Tokio - 2:12.48
- 1984: 10e Chicago Marathon - 2:14.46
- 1985:  marathon van Rotterdam - 2:11.02
- 1986: 4e marathon van Rotterdam - 2:12.27
- 1988: 8e marathon van Houston - 2:17.27
- 1988:  marathon van Parijs - 2:13.58

### veldlopen
- 1979: 6e Warandeloop - 29.00,00
- 1980: 6e Warandeloop - 28.29,00
- 1981:  Sprintcross in Breda - 26.52,8
- 1981: 72e WK in Madrid - onbekende tijd
- 1981:  Rude Pravo loop te Praag (11.400 m) - 33.50
- 1981:  NK in Den Haag - 40.23,7
- 1981: 4e Warandeloop in Tilburg - 28.41
- 1982: 4e NK in Norg - 36.23,5
- 1983:  Sprintcross in Breda - 27.27
- 1983:  Abdijcross in Kerkrade - onbekende tijd
- 1983:  NK in Eibergen - 36.24,63
- 1984: 7e NK in Bergen op Zoom - 37.38
- 1984: 6e Warandeloop - 30.01,00
- 1984: 166e WK in East Rutherford - 36.16
- 1985: 5e NK in Landgraaf - 37.50
- 1985:  Sprintcross in Breda - 34.32
- 1986:  NK in Amsterdam - 37.06
- 1986: 5e Sprintcross in Breda - 35.30
- 1988: 6e NK in Landgraaf - 39.06
- 1990: 9e Warandeloop - 30.44,00